# Якимов Олександр Савелійович
Яки́мов Олекса́ндр Саве́лійович (*1 березня 1907 — †17 січня 1983) — передовик промислового виробництва. Один з організаторів стахановського руху на Іжевському машинобудівному заводі.
В 1923—1967 роках працював на Іжевському машинобудівному заводі правщиком. В роки Другої світової війни керував бригадою правщиків. Ставши на стахановську вахту, виконував змінні завдання на 200%, бригада — на 150% й вище. В короткі терміни підготував бригаду правщиків в складі 10 осіб на одному з підприємств Москви.
Як спеціаліст високої кваліфікації в 1955 році був командирований в КНДР для надання технічної допомоги в налаштуванні устаткування та впровадження нового виробу.
Нагороджений орденом Леніна в 1944 році, декількома медалями.